# Saint-Maden
Saint-Maden (bretonisch: Sant-Maden) ist eine französische Gemeinde mit 220 Einwohnern (Stand 1. Januar 2022) im Département Côtes-d’Armor in der Region Bretagne. Sie gehört zum Arrondissement Dinan und zum Kanton Broons. Die Bewohner nennen sich Madennais(es).

## Geografie
Saint-Maden liegt etwa 38 Kilometer nordwestlich von Rennes und 36 Kilometer südlich von Saint-Malo im Osten des Départements Côtes-d’Armor.

## Geschichte
Die Gemeinde gehörte von 1793 bis 1801 zum District Dinan. Seit 1801 ist Saint-Maden Teil des Arrondissements Dinan. Erste namentliche Erwähnung von Saint-Maden als Sanctus Madigni fand sich um 1170/1180 in einer Schenkungsurkunde des Herren von Dinan an die Abtei Saint-Melaine in Rennes.

## Bevölkerungsentwicklung
| Jahr                       | 1962 | 1968 | 1975 | 1982 | 1990 | 1999 | 2012 | 2019 |
| Einwohner                  | 295  | 282  | 272  | 283  | 246  | 206  | 201  | 226  |
| Quellen: Cassini und INSEE |      |      |      |      |      |      |      |      |

Die zunehmende Mechanisierung der Landwirtschaft führte zu einem Absinken der Einwohnerzahlen bis auf die Tiefststände um die Jahrtausendwende. 

## Sehenswürdigkeiten
- Kirche Saint-Jean (älteste Teile aus dem 12. Jahrhundert), mit Kreuz bei der Kirche
- mehrere Herrenhäuser: Manoir de la Blanche-Noe (17. Jahrhundert), Manoir de la Bigotais (17. Jahrhundert), Manoir de la Frulais (erbaut 1669) und Manoir de la Motte (erbaut 1643)
- altes Haus in La Sècherie aus dem 17. Jahrhundert
- Kreuz von La Sècherie aus dem 15. Jahrhundert
- Kreuz von Les Champs-Pilais
- Mahlstein (Nachbau aus dem 19. Jahrhundert) bei der Dorfkirche
- mehrere Mühlen
- Denkmal für die Gefallenen[1]

Quelle:

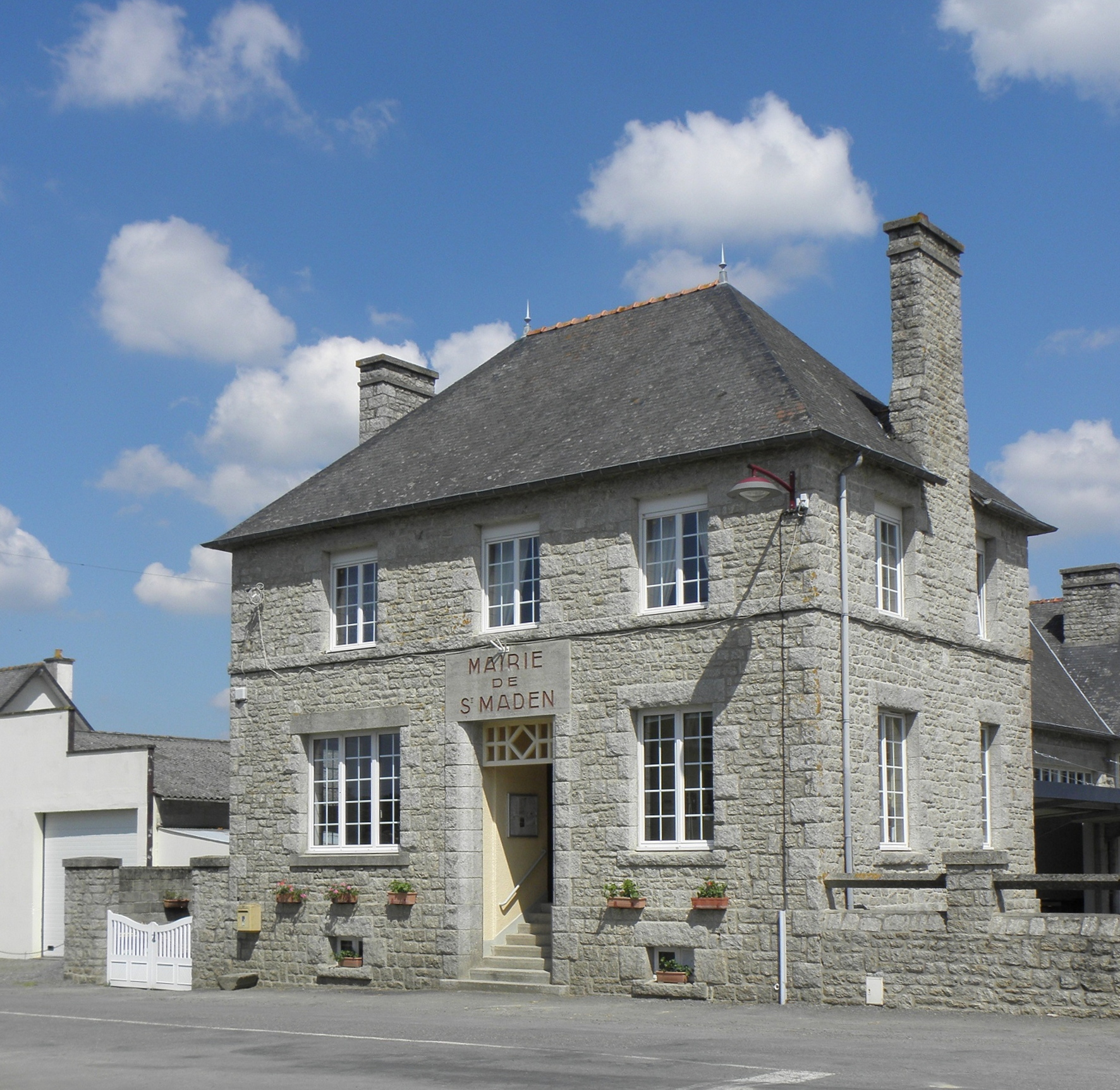
Mairie (Rathaus) von Saint-Maden
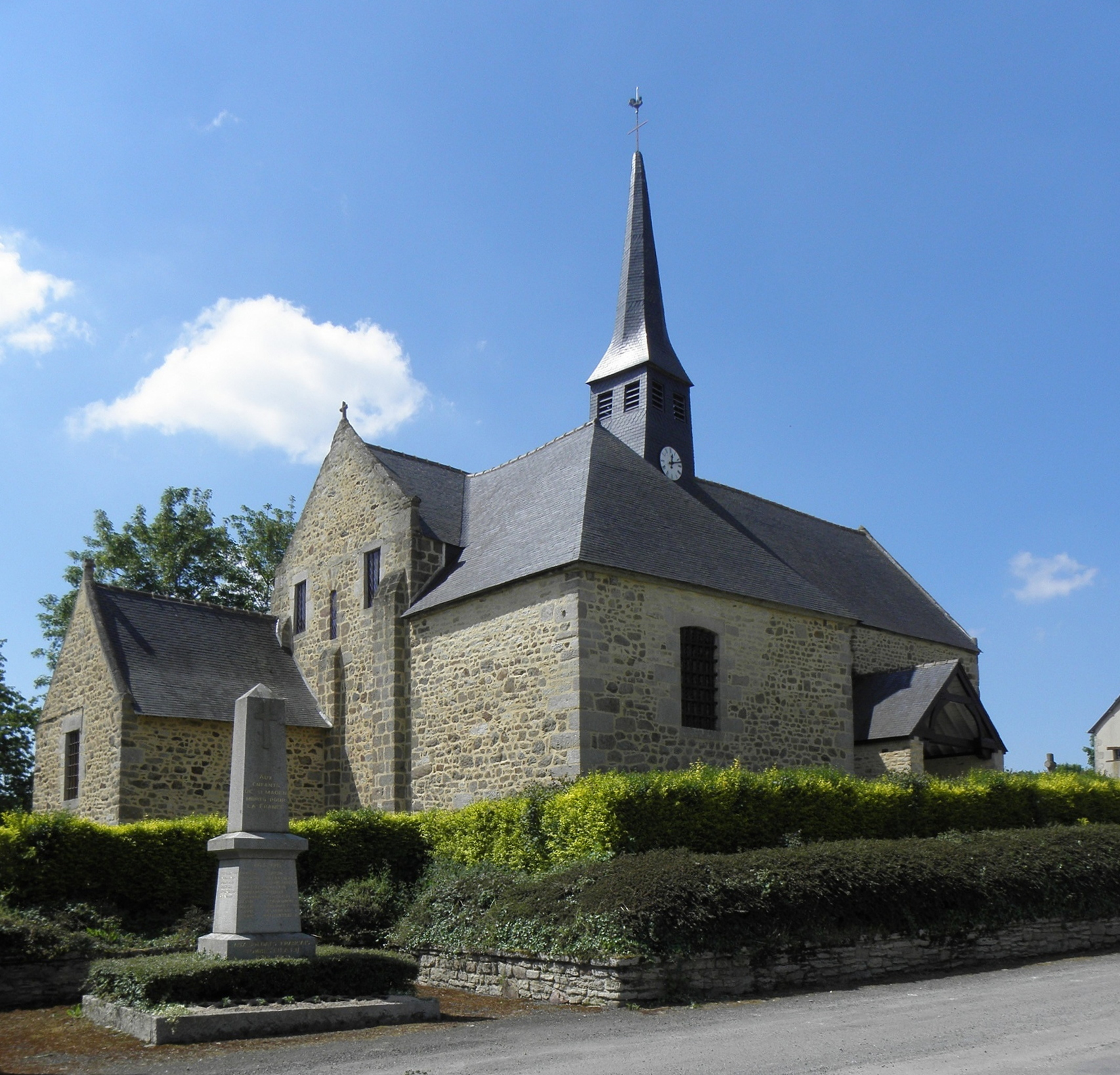
Dorfkirche Saint-Jean
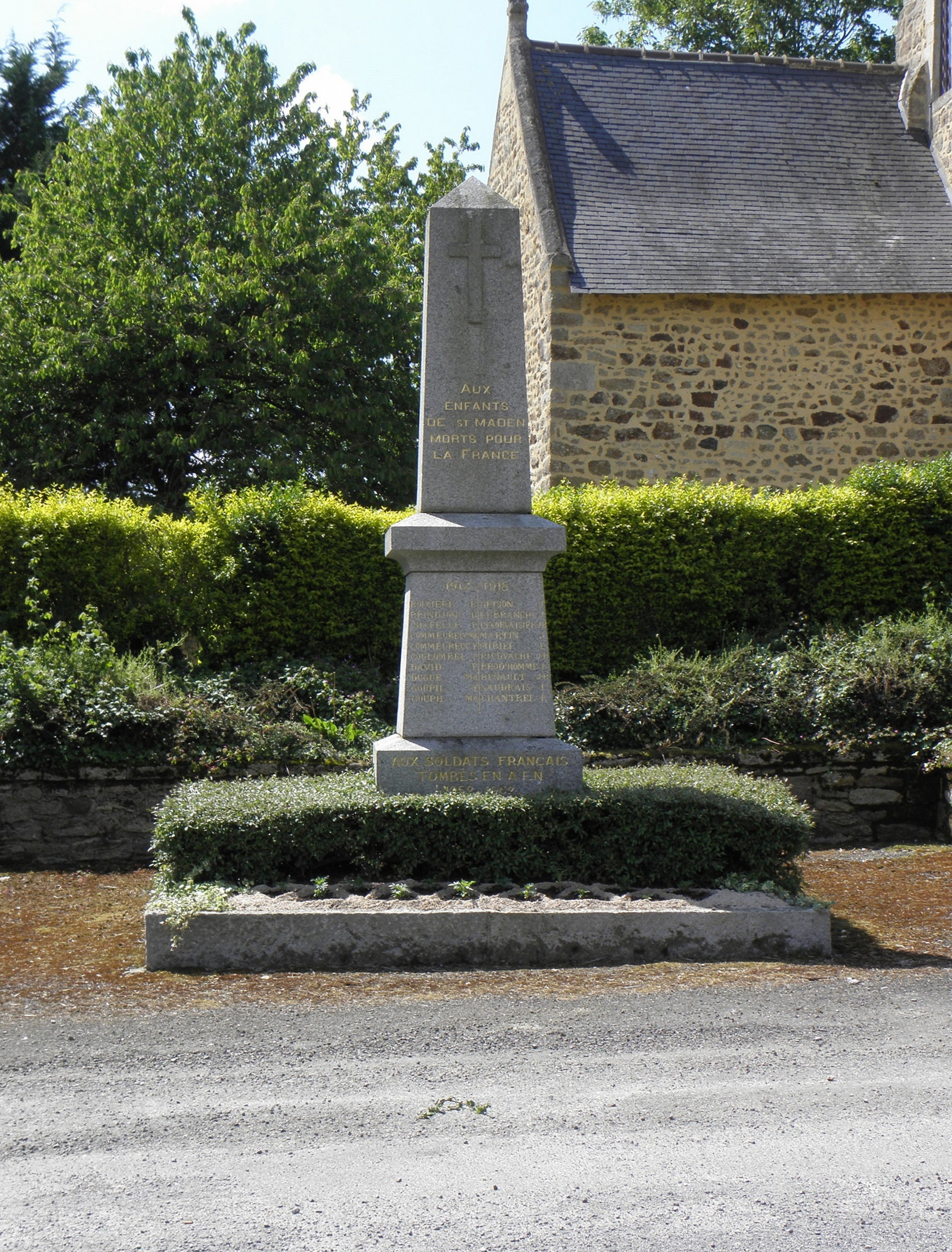
Denkmal für die Gefallenen